# سن-ژان-سور-ریسوز
سن-ژان-سور-ریسوز (به فرانسوی: Saint-Jean-sur-Reyssouze) یک کمون در فرانسه است که در canton of Saint-Trivier-de-Courtes واقع شده‌است.

## خصوصیات
سن-ژان-سور-ریسوز ۲۷٫۴۸ کیلومترمربع مساحت و ۷۱۳ نفر جمعیت دارد و ۱۹۲ متر بالاتر از سطح دریا واقع شده‌است.